# Faktorizációs tétel
A polinomfaktorizációs tétel az algebra egy tétele, amely a polinommaradék-tétel egy speciális esete.
A faktorizációs tétel azt állítja, hogy az {\displaystyle f(x)} polinomnak akkor és csak akkor osztója {\displaystyle x-k}, ha {\displaystyle f(k)=0} (vagyis ha {\displaystyle k} egy gyöke az {\displaystyle f(x)} polinomnak).

## Polinomok faktorizációja
A tételt leggyakrabban polinomok faktorizációjánál és algebrai egyenletek megoldásánál alkalmazzák (mivel ezek a problémák lényegében ekvivalensek).
A tételt úgy alkalmazzák, hogy az ismert gyökökhöz tartozó gyöktényezőket „kiemelik”, így egy alacsonyabb fokú polinomot kell felbontani a többi gyök megtalálása érdekében (amely vélhetőleg könnyebb). A módszer leírható így:
1. „Tippelgetéssel” vagy valamilyen más módon keressük meg az {\displaystyle f} polinom egy gyökét, {\displaystyle a}-t. (A valóságban általában ez a feladat nagyon nehéz, de a tankönyvi példák gyakran úgy készülnek, hogy ez a lépés könnyen megoldható legyen.)
2. A fenti tételt felhasználva állapítsuk meg, hogy {\displaystyle x-a} osztója {\displaystyle f(x)}-nek.
3. Számítsuk ki a {\displaystyle g(x)=f(x){\big /}(x-a)} polinomot például polinomosztással.
4. Vegyük észre, hogy {\displaystyle f(x)=0} bármely {\displaystyle x\neq a} megoldása, megoldása a {\displaystyle g(x)=0} egyenletnek. Mivel a {\displaystyle g} polinom foka eggyel kisebb mint, {\displaystyle f}-é, így a hátralévő megoldások megtalálását a kisebb fokú {\displaystyle g} polinom gyökeinek megtalálására redukáltuk.

### Példa
Faktorizáljuk a
{\displaystyle x^{3}+7x^{2}+8x+2.}
polinomot. Ahhoz, hogy elinduljuk kezdésnek például próbálgatással megkeressük az első olyan x értéket amire a kifejezés helyettesítési értéke 0 (vagyis gyöke a polinomnak). Például ahhoz, hogy megtudjuk, hogy a fenti polinomnak {\displaystyle (x-1)} a faktora-e (vagyis hogy maradék nélküli osztója-e), {\displaystyle x=1}-et helyettesítünk a fenti polinomba:
{\displaystyle x^{3}+7x^{2}+8x+2=(1)^{3}+7(1)^{2}+8(1)+2}
{\displaystyle =1+7+8+2}
{\displaystyle =18.}
Mivel a helyettesítési érték 18 és nem 0 ez azt jelenti, hogy {\displaystyle (x-1)} nem faktora az {\displaystyle x^{3}+7x^{2}+8x+2}-nek. Legyen a következő kísérletünk az {\displaystyle (x+1)} (vagyis helyettesítsünk {\displaystyle x=-1}-et a polinomba):
{\displaystyle (-1)^{3}+7(-1)^{2}+8(-1)+2.}
Mivel az eredmény most {\displaystyle 0}, így {\displaystyle x-(-1)}, vagyis {\displaystyle x+1}, osztója a polinomnak, {\displaystyle -1} pedig egy gyöke a {\displaystyle x^{3}+7x^{2}+8x+2} polinomnak.
A másik két gyököt megtalálhatjuk ha {\displaystyle x^{3}+7x^{2}+8x+2} elosztjuk polinomosztással {\displaystyle (x+1)}-gyel és az így kapott másodfokú polinom gyökeit direkt módon (a másodfokú egyenlet megoldóképletével) megkeressük.
{\displaystyle {x^{3}+7x^{2}+8x+2 \over x+1}=x^{2}+6x+2}
így {\displaystyle (x+1)} és {\displaystyle x^{2}+6x+2} osztói a {\displaystyle x^{3}+7x^{2}+8x+2} polinomnak.

## Általánosan
Legyen {\displaystyle f} egy egyváltozós polinom úgy, hogy az együtthatói egy {\displaystyle R} kommutatív gyűrűből származnak és legyen {\displaystyle a\in R}. Ekkor {\displaystyle f(a)=0} akkor és csak akkor, ha {\displaystyle f(x)=(x-a)g(x)} valamely {\displaystyle g} polinomra.
Ha adott egy {\displaystyle f} polinom és minden gyökét meg kívánjuk találni és adott {\displaystyle a} akkor {\displaystyle g} kiszámítható polinomosztással, majd {\displaystyle f} további gyökeit {\displaystyle g} faktorizációjával kaphatjuk meg.

## Fordítás
Ez a szócikk részben vagy egészben  a   Factor theorem című angol Wikipédia-szócikk fordításán alapul.  Az eredeti cikk szerkesztőit annak laptörténete sorolja fel. Ez a jelzés csupán a megfogalmazás eredetét és a szerzői jogokat jelzi, nem szolgál a cikkben szereplő információk forrásmegjelöléseként.